# 채드 게이블
채드 게이블(( Chad Gable, 1986년 3월 8일 ~ )은 미국의 남자 프로레슬링선수다. 본명은 차드 배트(Charles Betts)다. 피니쉬는 앵클 락, 롤링 저먼 수플렉스로 사용을 한다. 2014년 프로레슬링 입문으로 키는 174cm(5 ft 8 in)에다가 몸무게는 92kg(202 lb)이다. 엄청난 강력한 힘을 자랑을 하고 있다.

## Professional wrestling highlights
- Finishing moves
  - Ankle lock
  - Rolling german suplex
- Signature moves
  - Bow and arrow hold
  - Cross armbreaker on the ropes
  - Diving headbutt drop
  - Headscissors takedown
  - Judo throw
  - Moonsault
  - Multiple kick variations
    - Diving somersault leg lariat
    - Jumping somersault drop
    - Rolling back

  - Multiple suplex variations
    - Alpha-Plex (Overhead belly-to-belly)
    - Delayed vertical
    - Exploder

  - Ruinning somersault lariat

- Entrance themes
  - "Elite" by CFO$ (29 July 2015-29 August 2017; 23 April 2018-3 September 2018; 16 April 2019-present)
  - "Set It Off" by CFO$ (29 August 2017-16 April 2018; used in tandem with Shelton Benjamin)
  - "Glorious Domination" by CFO$ (September 3, 2018-April 15, 2019; used in tandem with Bobby Roode)

## 수상
- 미네소타 스테이트 레슬링 챔피언 (2004)
- 월드 유니벌시티 게임즈 실버 메달 (2006)
- 판-아메리칸 챔피언쉽 골드 메달 (2012)
- 게자 인터네셔널 실버 메달 (2012)
- 판-아메리칸 올림픽 퀼리파이어 실버 메달(2012)
- 그란마 컵 브론즈 메달 (2012)
- 데이브 슐츠 메모리얼 인터네셔널 골드 메달 (2012)
- US 올림픽 트라이얼 챔피언 (2012)
- 랭크드 넘버 83 오브 더 탑 500 싱글즈 레슬링 인 더 PWI 500 인 2019
- 루키 오브 더 이열 (2015)
- 모스트 언더레이티드 (2019)
- 워스트 기믹 (2019) 에스 쇼티 쥐
- WWE 월드 NXT 태그팀웨이트 챔피언 (1회) - 제이슨 조던
- WWE 월드 Raw 태그팀웨이트 챔피언 (2회) - 바비 루드 (1회), 오티즈 (1회)
- WWE 월드 스맥다운 태그팀웨이트 챔피언 (1회) - 제이슨 조던